# Lake Rotootuauru
Der Lake Rotootuauru ist ein Dünensee im Kaipara District der Region Northland auf der Nordinsel von Neuseeland.

## Geographie
Der Lake Rotootuauru befindet sich im südöstlichen Teil der Landzunge, die von Norden her den Kaipara Harbour von der Tasmansee trennt. Der See gehört dort zu einer Gruppe von Seen, die sich in einer Nordnordwest-Südsüdost-Linie aneinanderreihen. Westlich des Lake Rotootuauru ist in einem Abstand von rund 360 m der Lake Humuhumu zu finden und in südsüdöstlicher Richtung nach rund 1,3 km der Lake Rotokawau.
Der 16,5 Hektar große Lake Rotootuauru erstreckt sich in einem Bogen über eine Länge von rund 940 m in Nord-Süd-Richtung und misst an seiner breitesten Stelle rund 445 m in Ost-West-Richtung. Die Uferlinie des Sees zieht sich über eine Länge von rund 2,66 km hin.
Zu- und Abflüsse des Sees sind nicht erkennbar.